# 자자 파출리아
자우르 "자자" 다비티스 제 파출리아(조지아어: ზაურ "ზაზა" დავითის ძე ფაჩულია, 1984년 2월 10일~)는 조지아의 은퇴한 농구 선수로 현역 시절 포지션은 센터이다. 현재 전미 농구 협회(NBA)의 팀인 골든스테이트 워리어스의 컨설턴트로 활동하고 있다. 그는 2017년과 2018년에 골든스테이트 워리어스 선수로서 NBA 우승 2회 차지했으며, 조지아 국가대표팀의 일원으로 활동하여 FIBA 유로바스켓에 3회 참가하였다.